# Provenchères-et-Colroy
Provenchères-et-Colroy község Franciaország Grand Est régiójában, Vosges megyében. Új községként 2016. január 1-jén jött létre Colroy-la-Grande és Provenchères-sur-Fave korábbi község egyesítésével.

## Népesség
| Lakosok száma | 1372 | 1354 | 1343 | 1328 | 1316 | 1299 |
|               | 2017 | 2018 | 2019 | 2020 | 2021 | 2022 |